# Fivemiletown
Fivemiletown (Baile na Lorgan in gaelico irlandese) è un comune dell'Irlanda del Nord, situato nella contea di Tyrone.